# Менон, Мамбилликалатил Говинд Кумар
Мамбилликалатил Говинд Кумар Менон (28 августа 1928 — 22 ноября 2016) — индийский физик и политический деятель.

## Биография
Получил высшее образование в Ясвантском колледже в Джодхпур и Королевском научном институте в Бомбее, однако получать докторскую степень отправился в Великобританию, в Бристольский университет. В 1952—1955 годах вёл исследования в этом учебном заведении. В 1953 году успешно защитил в этом университете диссертацию по физике элементарных частиц под руководством Сесила Пауэлла. В 1955 году поступил на работу в Институте фундаментальных исследований Тата в Бомбее, с 1961 года имел учёное звание профессора, а в 1966 году, в возрасте 38 лет, возглавил это учреждение после кончины Хоми Баба; эту должность он занимал до 1975 года, а в самом университете работал до 1996 года. 
Член Индийской национальной академии наук (INSA; 1970). В 1971 году был назначен секретарём Министерства электроники в правительстве Индии, в том же году стал академиком Индийской академии наук (IASc), в 1974—1976 годах был её президентом. В марте 1970 года стал членом Лондонского королевского общества, в 1981 году — академиком Папской академии наук в Ватикане. В 1982 году избран иностранным членом Академии наук СССР по отделению ядерной физики.
Основной областью исследований Менона были космические лучи, а также физика элементарных частиц, в первую очередь поиск распада протона и детектирование космических мюонных нейтрино. В 1961 удостоен награды Падма Шри, в 1968 году получил награду Падма Бхушан, в 1985 году — Падма Вибхушан. С 1972 года входил в совет руководства Индийской организации космических исследований, также возглавлял Индийский статический институт, входил в состав учёных советов Индийского технологического института в Бомбее и Института информационных технологий в Аллахабаде.
В 1989 году премьер-министр Вишванат Пратап Сингх назначил его государственным министром по делам науки, технологий и образования. В 1990—1996 годах был депутатом Раджья сабхи (верхней палаты парламента Индии), представляя партию Джаната дал.
В его честь в 1988 году был назван астероид (7564) Gokumenon.